# Ichneutes rufithorax
Ichneutes rufithorax är en stekelart som beskrevs av He och Van Achterberg 1997. Ichneutes rufithorax ingår i släktet Ichneutes och familjen bracksteklar. Inga underarter finns listade i Catalogue of Life.